# Stafford (Ohio)
Stafford és una població dels Estats Units a l'estat d'Ohio. Segons el cens del 2000 tenia 86 habitants.

## Demografia
Segons el cens del 2000, Stafford tenia 86 habitants, 38 habitatges, i 25 famílies. La densitat de població era de 97,7 habitants per km².
Dels 38 habitatges en un 39,5% hi vivien nens de menys de 18 anys, en un 52,6% hi vivien parelles casades, en un 13,2% dones solteres, i en un 31,6% no eren unitats familiars. En el 28,9% dels habitatges hi vivien persones soles el 15,8% de les quals corresponia a persones de 65 anys o més que vivien soles. El nombre mitjà de persones vivint en cada habitatge era de 2,26 i el nombre mitjà de persones que vivien en cada família era de 2,77.
Per edats la població es repartia de la següent manera: un 26,7% tenia menys de 18 anys, un 3,5% entre 18 i 24, un 24,4% entre 25 i 44, un 30,2% de 45 a 60 i un 15,1% 65 anys o més.
L'edat mediana era de 42 anys. Per cada 100 dones de 18 o més anys hi havia 85,3 homes.
La renda mediana per habitatge era de 24.167 $ i la renda mediana per família de 22.917 $. Els homes tenien una renda mediana de 24.063 $ mentre que les dones 16.250 $. La renda per capita de la població era de 12.747 $. Aproximadament el 10% de les famílies i l'11,4% de la població estaven per davall del llindar de pobresa.

## Poblacions més properes
El següent diagrama mostra les poblacions més properes.